# Johann C. Köber
Pour les articles homonymes, voir Kober.
Johann Calin Köber (né le 24 janvier 1956 à Munich) est un essayiste allemand auteur de livre à succès, conférencier, entrepreneur et conseiller fiscal dans une optique de défense du contribuable. Il était surtout connu pour ses best-sellers sur la fiscalité.

## Biographie
Köber a fréquenté l'école primaire à  Stamford à Connecticut et a obtenu son diplôme de 1973  Highschool à Albion dans le comté de Calhoun, Michigan. Après son retour en Allemagne, il obtient son diplôme d'études secondaires en 1975 à Schweinfurt. Il a d'abord étudié la physique et la médecine et a terminé ses études en administration des affaires avec une spécialisation en informatique d'entreprise à la Friedrich-Alexander-Universität Erlangen-Nürnberg. Il a ensuite travaillé dans l'industrie informatique pour une société informatique américaine à  Frankfurt. En 1997, il a été nommé conseiller fiscal par la Chambre des conseillers fiscaux à Nuremberg. Il a ensuite travaillé comme conseiller fiscal et entrepreneur.
Le livre Impôts de 2013 l'a fait connaître dans les pays germanophones. Dans le livre Le grand livre de poche des fondations, il aborde notamment la protection des actifs sous la forme juridique d'une Fondation. Le livre "Safe Exchange Strategies" décrit les stratégies d'investissement pour différents types d'investissements sur la bourse.
Köber travaille principalement en tant que conseiller fiscal, conférencier et entrepreneur.
Il est marié et a trois enfants.

## Publications

### Essais
- Steuern steuern. Mit der richtigen Steuerstrategie zu Vermögen und Wohlstand. FinanzBuch Verlag, 2015,  (ISBN 978-3898799232).
- Sichere Börsen Strategien. Mit 20 simplen Grundregeln und 4 unterschiedlichen Strategien für verschiedene Anlagetypen. FinanzBuch Verlag, 2018,  (ISBN 978-3959721066).
- Das große Handbuch der Stiftungen. Wie Sie mit Stiftungen Ihr Vermögen gestalten und Ihr Erbe sichern. FinanzBuch Verlag, 2018,  (ISBN 978-3959721356).
- Alles, was Sie über Heirat und Finanzen wissen müssen. FinanzBuch Verlag, 2019,  (ISBN 978-3959722322).

### Préface
- Préface au livre de Stéphanie Walther, Das Steuergeheimnis: Der ungewöhnliche Weg zur finanziellen Freiheit.